# Francisco Boix
Francesc Boix i Campo (španělsky Francisco Boix Campo, 14. srpna 1920 v Barceloně – 7. července 1951 v Paříži) byl veterán španělské občanské války a fotograf, který byl uvězněn v koncentračním táboře Mauthausen. Během soudního líčení v Norimberku a Dachau zveřejnil fotografie, které sehrály roli při odsouzení nacistických válečných zločinců.

## Životopis
Jako španělský republikán byl v roce 1939 vyhoštěn do Francie. Byl rekrutován francouzskou cizneckou legií a francouzskou armádou a v roce 1940 zajat Němci. Boix, stejně jako přes 7 000 Španělů, byl v koncentračním táboře Mauthausen v období od ledna 1941 do května 1945. Od konce srpna 1941 pracoval v Erkennungsdienst, fotografickém oddělení správy tábora, pořizoval identifikační fotografie vězňů a dokumentoval události v táboře. Dokázal zachránit a zachovat až do osvobození asi 20 000 negativů, které pořídil vedoucí oddělení SS Paul Ricken a také své vlastní snímky.
Ve dnech 28. a 29. ledna 1946 na norimberském procesu (Mezinárodní vojenský soud) byl Boix francouzským státním zástupcem povolán, aby ukázal fotografie pořízené SS v Mauthausenu. Tyto fotografie zobrazovaly podmínky, v nichž vězni žili a byli zavražděni v táboře. Byly také důkazem toho, že tábor byl znám a navštěvován vysokými vůdci Třetí říše, jako byl Ernst Kaltenbrunner, který se objevil při návštěvě tábora Mauthausen a lomu Wienergraben sousedících s táborem.
V dubnu 1946 byl Boix opět svědkem, tentokrát v americkém vojenském procesu, který se konal v Dachau proti 61 obviněným z tábora Mauthausen.
Mezi lety 1945 a 1951 pracoval Boix jako reportér ve francouzském tisku zejména pro noviny spojené s Francouzskou komunistickou stranou.
Zemřel v Paříži 7. července 1951 na selhání ledvin ve věku 30 let.

## Populární kultura

### Filmy
Francisco Boix, A Photographer in Hell (Francisco Boix, Fotograf v pekle), je dokumentární film režiséra Llorençe Solera z roku 2000. El fotógrafo de Mauthausen je španělský film režírovaný Marem Targaronou vydaný 26. října 2018. Fotografa ztvárnil herec Mario Casas.

### Grafická novela
Grafická románová adaptace vyprávící příběh Boixe s názvem Le Photographe de Mauthausen byla vydána v roce 2017 belgickým vydavatelem Le Lombardem, napsaným Salvou Rubio a kresby nakreslil Pedro J. Colombo.